# Laeviscutella dekimpei
Laeviscutella dekimpei is een  straalvinnige vissensoort uit de familie van haringen (Clupeidae). De wetenschappelijke naam van de soort is voor het eerst geldig gepubliceerd in 1965 door Max Poll, Whitehead & Hopson.
De soort staat op de Rode Lijst van de IUCN als niet bedreigd, beoordelingsjaar 2009.